# Yohan Rossel
Yohan Rossel (Nimes, Francia, 13 de febrero de 1995) es un piloto de rally francés que actualmente compite en el WRC 2 a bordo de un Citroën C3 Rally2 del equipo DG Sport Compétition.

## Trayectoria
En 2019, Yohan Rossel pilotó solo una prueba del Campeonato Mundial de Rally, el Rally de Montecarlo ya que en esta temporada se centró en el Campeonato de Francia de Rally y en el Campeonato de Europa de Rally en la categoría ERC-3. En el ERC-3 disputó cuatro rallys en la temporada, logrando un solo podio en el Rally Islas Canarias. Tuvo mejor suerte en el ámbito nacional ya que se consagró campeón nacional de rallys al terminar en la segunda posición en el Rally Critérium des Cévennes, última prueba de la temporada.
En 2020, Yohan Rossel regreso al Campeonato Mundial de Rally disputando el WRC-3 en un Citroën C3 R5 del equipo PH Sport apoyado por la Federación Francesa de Automovilismo. Su programa iba a constar de seis rallys pero debido a la pandemia de covid-19 que obligó al campeonato a parar su programa se redujo a solo cuatro rallys. En su primer rally en Montecarlo, Rossel terminó en una gran cuarta posición en su clase. Sus resultados luego del parate no fueron buenos: en Estonia terminó en la novena posición, en Cerdeña terminó fuera de la zona de puntos en la undécima posición y en la última carrera de la temporada en Monza finalizó décimo.  
En 2021, Yohan Rossel disputó el WRC-3 al volante de un Citroën C3 Rally2 del equipo Saintéloc Racing. Comenzó la temporada con una victoria en el Rally de Montecarlo, con Benoît Fulcrand como copiloto. Se subió al podio en los rallys de Croacia y Portugal en donde terminó tercero y segundo. La de Montecarlo no fue la única victoria ya que ganó el Rally de Cerdeña y el Rally de Ypres, siendo copilotado en estas pruebas por Alexandre Coria. Rossel ganó el Rally Acrópolis pero durante las revisiones técnicas posteriores al evento se descubrió que el subchasis delantero de su Citroën C3 Rally2 estaba por encima del peso máximo autorizado, siendo descalificado del evento por los comisarios, a pesar de haber apelado la decisión ante la FIA, la descalificación se mantuvo. Si su apelación resultaba exitosa, esa victoria debería haberlo hecho ganador del título de WRC-3 antes del último rally de la temporada en Monza, pero llegó a la ronda final en igualdad de condiciones con Kajetan Kajetanowicz, quien también tenía 3 victorias en la temporada. Durante la ronda final, a falta de 2 especiales, Yohan Rossel se situaba tercero, por detrás de Kajetan Kajetanowicz, quien ocupaba la segunda plaza de la clasificación. Rossel pasó por delante de Kajetanowicz en la penúltima etapa y luego marcó el scratch de la última etapa, terminandó el rally en segunda posición, 3,1 segundos por delante de Kajetanowicz. Con el segundo puesto conseguido, Rossel se consagró campeón del WRC-3 por solo tres puntos, convirtiéndose en el quinto frencés en salir campeón de la categoría de bronce del mundial.
En 2022, gracias a sus resultados de la temporada anterior, Yohan Rossel obtuvo el apoyo del equipo PH Sport y de Citroën Racing para realizar un programa completo al volante de un Citroën C3 Rally2 en el WRC-2. En esta temporada además cuenta con un nuevo copiloto, Valentin Sarreaud quien por motivos de disponibilidad no pudo acompañarlo en el Rally de Montecarlo, siendo reemplazado por Benjamin Boulloud.

## Palmarés

### Títulos
| Año  | Título                      | Automóvil         | Copiloto                                               |
| ---- | --------------------------- | ----------------- | ------------------------------------------------------ |
| 2019 | Campeón de Francia de Rally | Citroën C3 R5     | Benoît Fulcrand                                        |
| 2021 | Campeón del WRC3            | Citroën C3 Rally2 | Benoît Fulcrand Alexandre Coria Jacques-Julien Renucci |

### Victorias

#### Victorias en el WRC-2
| # | Rally                                      | Temp. | Copiloto          | Auto              |
| - | ------------------------------------------ | ----- | ----------------- | ----------------- |
| 1 | 46.º Croatia Rally                         | 2022  | Valentin Sarreaud | Citroën C3 Rally2 |
| 2 | 55.º Vodafone Rally de Portugal            | 2022  | Valentin Sarreaud | Citroën C3 Rally2 |
| 3 | 91ème Rallye Automobile Monte-Carlo        | 2023  | Arnaud Dunand     | Citroën C3 Rally2 |
| 4 | 47.º Croatia Rally                         | 2023  | Arnaud Dunand     | Citroën C3 Rally2 |
| 5 | 92ème Rallye Automobile Monte-Carlo        | 2024  | Arnaud Dunand     | Citroën C3 Rally2 |
| 6 | 3. Rally Chile BIOBÍO                      | 2024  | Florian Barral    | Citroën C3 Rally2 |
| 7 | 93ème Rallye Automobile Monte-Carlo        | 2025  | Arnaud Dunand     | Citroën C3 Rally2 |
| 8 | 49.º Rally Islas Canarias - Rally of Spain | 2025  | Arnaud Dunand     | Citroën C3 Rally2 |

#### Victorias en el WRC-3
| # | Rally                               | Temp. | Copiloto        | Auto              |
| - | ----------------------------------- | ----- | --------------- | ----------------- |
| 1 | 89ème Rallye Automobile Monte-Carlo | 2021  | Benoît Fulcrand | Citroën C3 Rally2 |
| 2 | 18º Rally d'Italia Sardegna         | 2021  | Alexandre Coria | Citroën C3 Rally2 |
| 3 | 56. Renties Ypres Rally Belgium     | 2021  | Alexandre Coria | Citroën C3 Rally2 |

## Resultados

### Campeonato Mundial de Rally
| Año  | Equipo                | Automóvil           | 1      | 2   | 3      | 4      | 5      | 6      | 7      | 8     | 9      | 10      | 11     | 12      | 13     | 14    | Pos. | Puntos |
| ---- | --------------------- | ------------------- | ------ | --- | ------ | ------ | ------ | ------ | ------ | ----- | ------ | ------- | ------ | ------- | ------ | ----- | ---- | ------ |
| 2014 | Rallye Jeunes FFSA    | Citroën DS3 R3T     | MON    | SWE | MEX    | POR    | ARG    | ITA    | POL    | FIN   | GER    | AUS     | FRA EX | ESP     | GBR    |       | NC   | 0      |
| 2015 | Equipe de France FFSA | Citroën DS3 R3T Max | MON 33 | SWE | MEX    | ARG    | POR    | ITA    | POL    | FIN   | GER    | AUS     | FRA 94 | ESP     | GBR    |       | NC   | 0      |
| 2016 | Equipe de France FFSA | Citroën DS3 R3T Max | MON    | SWE | MEX    | ARG    | POR    | ITA    | POL    | FIN   | GER    | CHN C   | FRA 20 | ESP     | GBR 31 | AUS   | NC   | 0      |
| 2017 | Yohan Rossel          | Citroën DS3 R5      | MON    | SWE | MEX    | FRA 10 | ARG    | POR 38 | ITA 15 | POL   | FIN    | GER 41  | ESP WD | GBR     | AUS    |       | 24.º | 1      |
| 2019 | Yohan Rossel          | Peugeot 208 R2      | MON 27 | SWE | MEX    | FRA    | ARG    | CHL    | POR    | ITA   | FIN    | GER     | TUR    | GBR     | ESP    | AUS C | NC   | 0      |
| 2020 | PH Sport              | Citroën C3 R5       | MON 13 | SWE | MEX    | EST 22 | TUR    | ITA 39 | MNZ 35 |       |        |         |        |         |        |       | NC   | 0      |
| 2021 | Yohan Rossel          | Citroën C3 Rally2   | MON 11 | ART | CRO 14 | POR 14 | ITA 7  | SAF    | EST    | BEL 7 | GRE EX | FIN     | ESP    | MNZ 11  |        |       | 15.º | 12     |
| 2022 | PH Sport              | Citroën C3 Rally2   | MON 13 | SWE | CRO 7  | POR 10 | ITA 18 | SAF    | EST    | FIN   | BEL 8  | GRE Ret | NZL    | ESP 12  | JPN    |       | 17.º | 11     |
| 2023 | PH Sport              | Citroën C3 Rally2   | MON 9  | SWE | MEX    | CRO 8  | POR 9  | ITA 8  | SAF    | EST   | FIN 17 | GRE 9   | CHL 9  | EUR Ret | JPN    |       | 15.º | 16     |
| 2024 | DG Sport Compétition  | Citroën C3 Rally2   | MON 8  | SWE | SAF    | CRO 9  | POR 12 | ITA 7  | POL    | LAT   | FIN 13 | GRE 6   | CHL 8  | EUR 26  | JPN    |       | 16.º | 14     |
| 2025 | PH Sport              | Citroën C3 Rally2   | MON 8  | SWE | SAF    | ESP 8  | POR    | ITA    | GRE    | EST   | FIN    | PAR     | CHL    | EUR     | JPN    | SAU   | 13.º | 8      |

### WRC-2
| Año  | Equipo               | Automóvil         | 1     | 2   | 3     | 4     | 5      | 6      | 7     | 8   | 9     | 10      | 11     | 12      | 13  | 14  | Pos. | Puntos |
| ---- | -------------------- | ----------------- | ----- | --- | ----- | ----- | ------ | ------ | ----- | --- | ----- | ------- | ------ | ------- | --- | --- | ---- | ------ |
| 2017 | Yohan Rossel         | Citroën DS3 R5    | MON   | SWE | MEX   | FRA 3 | ARG    | POR 16 | ITA 4 | POL | FIN   | GER 15  | ESP WD | GBR     | AUS |     | 14.º | 27     |
| 2022 | PH Sport             | Citroën C3 Rally2 | MON 6 | SWE | CRO 1 | POR 1 | ITA 11 | SAF    | EST   | FIN | BEL 3 | GRE Ret | NZL    | ESP 2   | JPN |     | 4.º  | 98     |
| 2023 | PH Sport             | Citroën C3 Rally2 | MON 1 | SWE | MEX   | CRO 1 | POR 4  | ITA 4  | SAF   | EST | FIN   | GRE 3   | CHL 4  | EUR Ret | JPN |     | 3.º  | 104    |
| 2024 | DG Sport Compétition | Citroën C3 Rally2 | MON 1 | SWE | SAF   | CRO 2 | POR 5  | ITA 2  | POL   | LAT | FIN   | GRE 3   | CHL 1  | EUR 11  | JPN |     | 2.º  | 111    |
| 2025 | PH Sport             | Citroën C3 Rally2 | MON 1 | SWE | SAF   | ESP 1 | POR    | ITA    | GRE   | EST | FIN   | PAR     | CHL    | EUR     | JPN | SAU | 1.º  | 50     |

### WRC-3
| Año  | Equipo                | Automóvil           | 1     | 2   | 3     | 4     | 5     | 6      | 7      | 8     | 9      | 10    | 11     | 12    | 13    | 14  | Pos. | Puntos |
| ---- | --------------------- | ------------------- | ----- | --- | ----- | ----- | ----- | ------ | ------ | ----- | ------ | ----- | ------ | ----- | ----- | --- | ---- | ------ |
| 2014 | Rallye Jeunes FFSA    | Citroën DS3 R3T     | MON   | SWE | MEX   | POR   | ARG   | ITA    | POL    | FIN   | GER    | AUS   | FRA EX | ESP   | GBR   |     | NC   | 0      |
| 2015 | Equipe de France FFSA | Citroën DS3 R3T Max | MON 6 | SWE | MEX   | ARG   | POR   | ITA    | POL    | FIN   | GER    | AUS   | FRA 5  | ESP   | GBR   |     | 19.º | 8      |
| 2016 | Equipe de France FFSA | Citroën DS3 R3T Max | MON   | SWE | MEX   | ARG   | POR   | ITA    | POL    | FIN   | GER    | CHN C | FRA 2  | ESP   | GBR 3 | AUS | 10.º | 33     |
| 2020 | PH Sport              | Citroën C3 R5       | MON 4 | SWE | MEX   | EST 9 | TUR   | ITA 11 | MNZ 10 |       |        |       |        |       |       |     | 12.º | 15     |
| 2021 | Yohan Rossel          | Citroën C3 Rally2   | MON 1 | ART | CRO 3 | POR 2 | ITA 1 | SAF    | EST    | BEL 1 | GRE EX | FIN   | ESP    | MNZ 2 |       |     | 1.º  | 130    |

### JWRC
| Año  | Equipo                | Automóvil           | 1     | 2   | 3   | 4   | 5     | 6     | 7   | Pos. | Puntos |
| ---- | --------------------- | ------------------- | ----- | --- | --- | --- | ----- | ----- | --- | ---- | ------ |
| 2014 | Rallye Jeunes FFSA    | Citroën DS3 R3T     | POR   | POL | FIN | GER | FRA 5 | GBR   |     | 13.º | 10     |
| 2015 | Equipe de France FFSA | Citroën DS3 R3T Max | MON 5 | POR | POL | FIN | FRA 3 | ESP   | GBR | 10.º | 25     |
| 2016 | Equipe de France FFSA | Citroën DS3 R3T Max | POR   | POL | FIN | GER | FRA 2 | GBR 3 |     | 7.º  | 33     |